# Spießbürger
Als Spießbürger oder kurz Spießer wird in abwertender Weise eine engstirnige, biedersinnige Person bezeichnet, die sich durch geistige Unbeweglichkeit, ausgeprägte Konformität mit gesellschaftlichen Normen und Abneigung gegen Veränderungen der gewohnten Lebensumgebung auszeichnet.
In gleicher Bedeutung wird seit dem Ende des 18. Jahrhunderts in gehobener Sprache der Ausdruck Philister gebraucht. In der Schweiz werden Spießbürger auch als Bünzli oder als Füdlibürger (Füdli = Hinterteil) bezeichnet.

## Begriffsgeschichte

### Entstehung
Die Bezeichnung geht auf die im Mittelalter in der Stadt wohnenden Bürger zurück, die ihre Heimatstadt mit dem Spieß als Waffe verteidigten. Spießbürger unterschieden sich von den in der Vorstadt wohnenden Pfahlbürgern, gehörten jedoch innerhalb der Stadtgesellschaft zu den eher ärmeren Bürgern, da sie bei den städtischen Fußtruppen Dienst taten, während wohlhabendere Bürger hierfür Söldner bezahlen konnten. Der Spieß als Waffe war relativ günstig herzustellen und zugleich gegen die adligen Ritterheere des Hoch- und Spätmittelalters effizient einzusetzen (siehe Pikeniere). Er verhalf Bürgern und Bauern in den Bauern- und Hussitenkriegen zu hohen Siegen in den Schlachten gegen die adlige Kavallerie. Die Bezeichnung „Spießbürger“ war früher durchaus positiv konnotiert, da der Dienst zur Verteidigung der Heimatstadt als Ehre angesehen wurde.
Offenbar sank dann das Ansehen des „Spießbürgers“ und seiner Bezeichnung ab, „vielleicht weil man zu den Spießbürgern nur die ärmsten und untauglichsten wählete, dagegen die reichern bessern zu Pferde dieneten“. „Jetzt gebraucht man es nur im verächtlichen Verstande von einem jeden geringen Bürger“ (Wörterbuch Adelungs, 1811). Studenten, die noch lange vor allem aus adeligem oder reichem Bürgerhaus kamen, verwendeten den Begriff schließlich in ihrer Studentensprache. „Spießbürger“ wurde so – ähnlich dem Ausdruck „Philister“ für eine Person, die der Kultur gegenüber nicht aufgeschlossen ist – eine gängige Bezeichnung, die Höhergestellte gegenüber kleinbürgerlichen und aus ihrer Sicht engstirnigen Menschen gebrauchten. Diese Verwendung zeigt sich z. B. bei Heinrich Heine, der 1826 über Göttingen schrieb, wo er wenige Jahre zuvor ein Semester studiert und eines relegiert verbracht hatte:
„Im Allgemeinen werden die Bewohner Göttingens eingetheilt in Studenten, Professoren, Philister und Vieh […]. Die Zahl der göttinger Philister muß sehr groß seyn, wie Sand, oder besser gesagt, wie Koth am Meer; wahrlich, wenn ich sie des Morgens, mit ihren schmutzigen Gesichtern und weißen Rechnungen, vor den Pforten des akademischen Gerichtes aufgepflanzt sah, so mochte ich kaum begreifen, wie Gott nur so viel Lumpenpack erschaffen konnte.“

### Verwendung ab dem 21. Jahrhundert
Die taz, die in einer Artikelreihe die Neue Bürgerlichkeit erörterte, nutzte den Begriff Spießer in einer darauf bezugnehmenden Abo-Kampagne („Werden Sie Neo-Spießer“). In einem Werbespot der Landesbausparkasse von 2004 sagt ein Mädchen zu seinem als Aussteiger lebenden Vater (Ingo Naujoks), der Menschen mit Immobilien als „Spießer“ bezeichnet: „Du Papa, wenn ich groß bin, will ich auch mal Spießer werden.“ Harald Schmidt wird die Aussage zugeschrieben: „Mir geht's richtig gut, seit ich mich entschieden hab, auch offiziell ein Spießer zu sein.“
Oft wird mit einem Spießer auch eine übertriebene Ordnungsliebe verbunden, etwa die übermäßige Pflege des eigenen Autos, des eigenen Gartens, eine außergewöhnliche Sauberkeit und Aufgeräumtheit in der eigenen Wohnung, oder das Sammeln und Sortieren von Dingen wie Briefmarken und ähnlichem und ein peinliches Achten auf Pünktlichkeit. Spießertum zählt auch zu den Klischees, die den Deutschen nachgesagt werden. Dabei meinen dies auch 19 % der Deutschen über andere Deutsche, während nur 3 % der Deutschen sich selbst für spießig halten.
Die Bezeichnung Spießbürger wird auch von fortschrittlichen und linken Gruppierungen als Kampfbegriffe gegen das sogenannte Establishment verwendet.

## Literarische Interpretationen
In seinem 1930 erschienenen Roman Der ewige Spießer charakterisiert der Schriftsteller Ödön von Horváth einen Spießer als einen „hypochondrischen Egoist, der danach trachtet, sich überall feige anzupassen und jede neue Idee zu verfälschen, indem er sie sich aneignet“. Der Spießer reise in der Welt herum und sehe doch nur sich selbst. Was gut und böse sei, wisse er ohne nachzudenken.
Die Literatur des 19. Jahrhunderts scheint zwei Kategorien von Spießern zu kennen: Charles Dickens schildert den gutmütigen Spießer – gemeint sind Menschen, die einer oberflächlichen Geselligkeit frönen und sich zudem gerne in Vereinen aufhalten. Harmlose Scherze und eine Art familiäres Treiben herrschen vor. Die bösartigen Varianten von Spießern tauchen bei Honoré de Balzac in seinem Roman Die Kleinbürger auf, den Gehässigkeit, Klatschsucht, Verleumdung und Verrat, Dünkel, Besserwisserei und Aufgeblasenheit auszeichnen. Der Untertan in Heinrich Manns gleichnamigem Roman von 1918 ist ein autoritätshöriger Opportunist, Mitläufer und Konformist. Vieles daran erinnert an Adornos „Autoritäre Persönlichkeit“.